# Vossnacken (Velbert)
Vossnacken (auch Voßnacken oder früher Vosnacken) ist ein ländlicher Außenbereich der Stadt Velbert im Kreis Mettmann. Er liegt an der Stadtgrenze zu Essen. Der größere Teil der ehemaligen Bauerschaft Voßnacken liegt im Stadtbezirk Langenberg, ein kleinerer Teil im Westen im Stadtbezirk Mitte. Im Sinne eines eigenständigen Ortsteils wird der Name Vossnacken heute nur noch für den mit Einzelhöfen besiedelten Außenbereich verwendet. Die bebauten Ortsteile des Vossnacken werden heute stets unter den Namen Frohnberg, Hopscheider Berg oder Sonnenhang genannt.
Gleichzeitig ist der Voßnacken ein Höhenzug, der von der Ruhr von ca. 55 bis 242 Meter über Normalnull ansteigt. Er wird im Handbuch der naturräumlichen Gliederung Deutschlands als eigener Naturraum mit der Ordnungsnummer 3371.11 geführt.

## Topographie

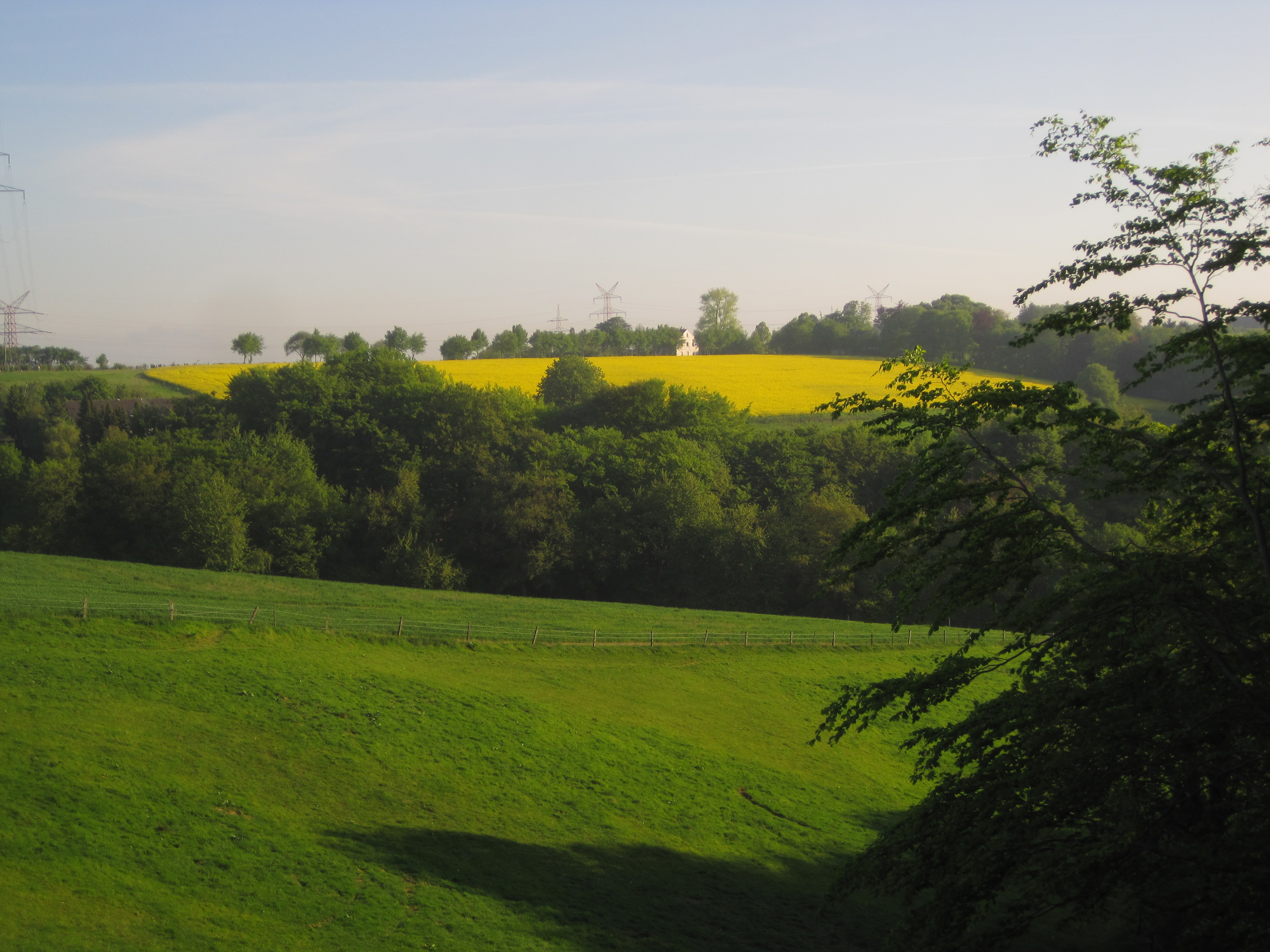
Typische bäuerliche Landschaft am westlichen Vossnacken, welcher seit 1928 zu Velbert gehört

Der Vossnacken ist auf den ausgedehnten ebeneren Höhenkuppen bis heute landwirtschaftlich geprägt. Inmitten der großen Felder liegen Gruppen oder Weiler von bis zu 5 Einzelhöfen. Die steil abfallenden Hänge der Kerb- oder Siepentäler sind bewaldet und vornehmlich mit Buchen bestanden. Hier liegen zahlreiche kleinbäuerliche Kotten.
Lediglich im Süden dehnt sich der Ort Langenberg (Rheinland) vom historischen Ortsteil Voßkuhle ausgehend die Hänge hinauf und bildet die Ortsteile Frohnberg, Hopscheider Berg und Sonnenhang. Talauen welche vornehmlich der Weidewirtschaft dienten findet man lediglich im Deilbachtal.
Neben anderen Wanderwegen erschließt der 230 km lange Neanderlandsteig seit 2004 den Vossnacken.
Über den Voßnacken verläuft die Kaiser-Route, ein Fernradweg, welcher sich an der mutmaßlichen Route orientiert, die das kaiserliche Heer unter Karl dem Großen 775 auf seinem Heerzug in das Gebiet der Sachsen nahm.

## Geschichte

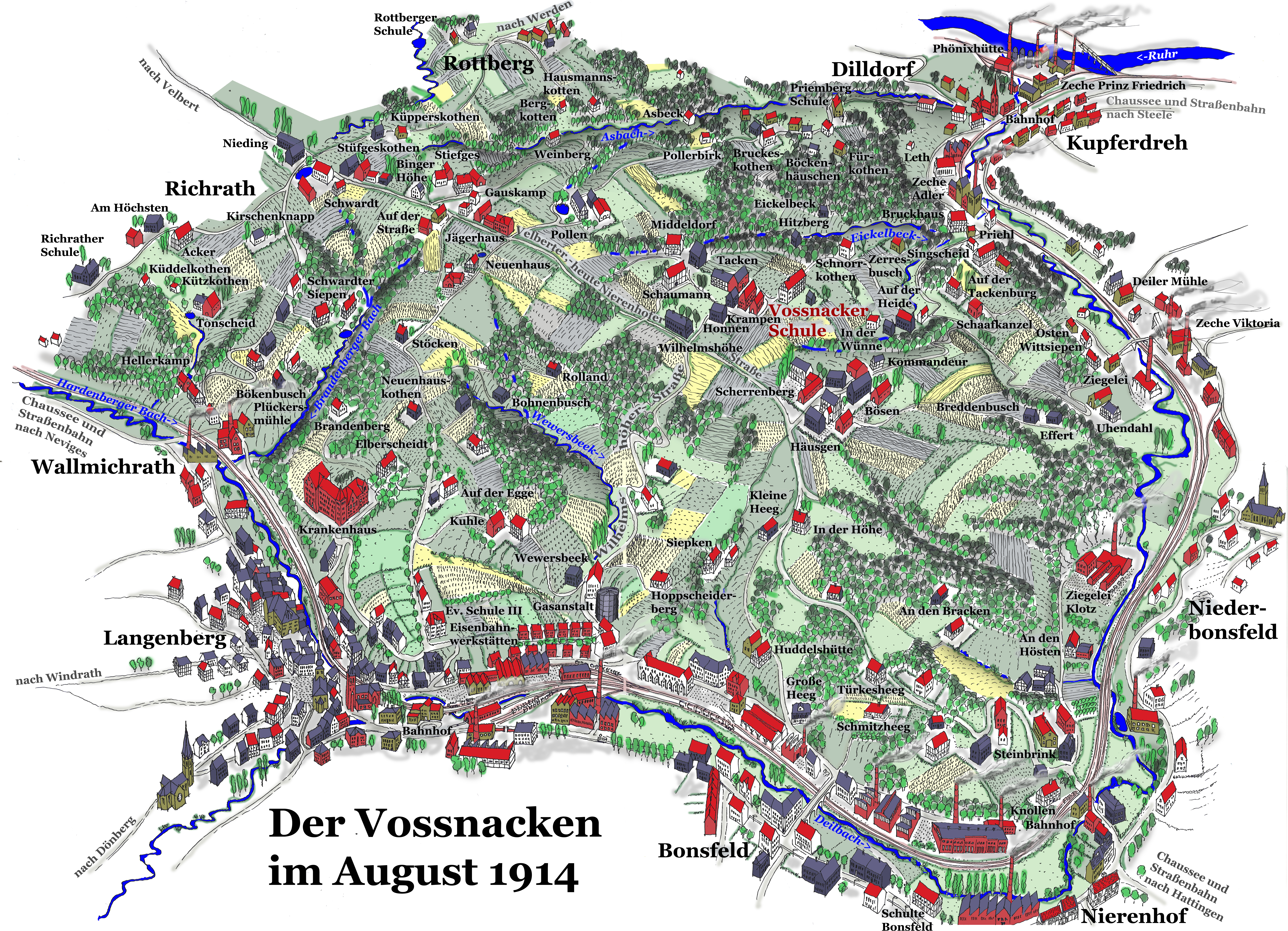
Der Vossnacken 1914, Zeichnung von Josef Johannes Niedworok aus einem Buch zur Vossnacker Schule

Entlang des Bergrückens verläuft ein Teil des frühgeschichtlichen Hilinciweg, heute Nierenhofer Straße (Landesstraße 427).
Der Zehntbezirk der Reichsabtei Werden schloss die neue Bauerschaft Voßnacken nach einer Urkunde des Jahres 875 zunächst nicht mit ein. Jedoch liegt eine zweite Urkunde vor, welche, vermutlich als Fälschung um 1050 entstanden, die Bauerschaft „Fußnackon“ innerhalb des Werdener Zehntbezirks beschreibt. Dies zeugt von einer Auseinandersetzung mit der südlich gelegenen Herrschaft Hardenberg, welche ebenfalls Ansprüche auf den Voßnacken stellte.
Der Voßnacken (Wortursprung wohl Fuchsnacken) gehörte später vollständig zur Herrschaft Hardenberg, seit 1808 Munizipalität Hardenberg, später Bürgermeisterei Hardenberg-Neviges. Der Werdener Abt sicherte seinen Einfluss jedoch, in dem er bis zur Aufteilung der Voßnacker Mark im Jahr 1790 das Amt des Holzrichters ausübte.
Mit der Aufteilung der Voßnacker Mark erfolgte 1789 der Bau eines Schulhauses, welches von der Bauerschaft gemeinschaftlich getragen wurde. Die Vossnacker Schule bestand bis 1958 an ihrem alten Standort mitten in der Bauerschaft.
1912 errichtete die Westfälische Berggewerkschaftskasse in Bochum auf einem Grundstück hinter dem Schulgarten eine Erdmagnetische Warte. In dieser Warte wurden die Schwankungen der Magnetnadel selbsttätig aufgezeichnet. Die Berggewerkschaftskasse hat dem Hauptlehrer die Beaufsichtigung der Warte anvertraut.
1891 wurden Teile des Voßnacken, zusammen mit Dilldorf durch Gebietsreform der Gemeinde Kupferdreh, heute Stadtteil der Großstadt Essen zugeordnet, 1899 wurden weitere Teile an Langenberg übertragen. Die abschließende Eingemeindung der alten Bauerschaft Voßnacken nach Langenberg erfolgte 1928, wobei ein kleinerer westlich gelegener Teil zu Velbert kam.
Im Zweiten Weltkrieg wurde auf dem Gelände von Gut Pollen eine große Flakbatterie errichtet, welche zur Kruppschen Nachtscheinanlage gehörte. Später wurde das Gelände als Truppenübungsplatz der Ruhrlandkaserne genutzt, bis es 2009 wieder an einen Landwirt verkauft wurde.
Am frühen Morgen des 28. Mai 1943 um 01:20 Uhr Ortszeit stürzte am Vossnacken im Gebiet des Siepens „In der Wünne“ ein britischer viermotoriger Bomber des Typs Handley Page Halifax ab. Das Flugzeug mit der Seriennummer HR807 war an einem Angriff auf Essen beteiligt, es gehörte zur No. 405 Squadron „Eagle“ der No. 6 Group des Bomber Command der Königlich-Kanadischen Luftwaffe (Royal Canadian Air Force – RCAF). Beim Absturz kamen 4 der 7 Besatzungsmitglieder ums Leben, die Überlebenden gerieten in Kriegsgefangenschaft.

## Verkehr

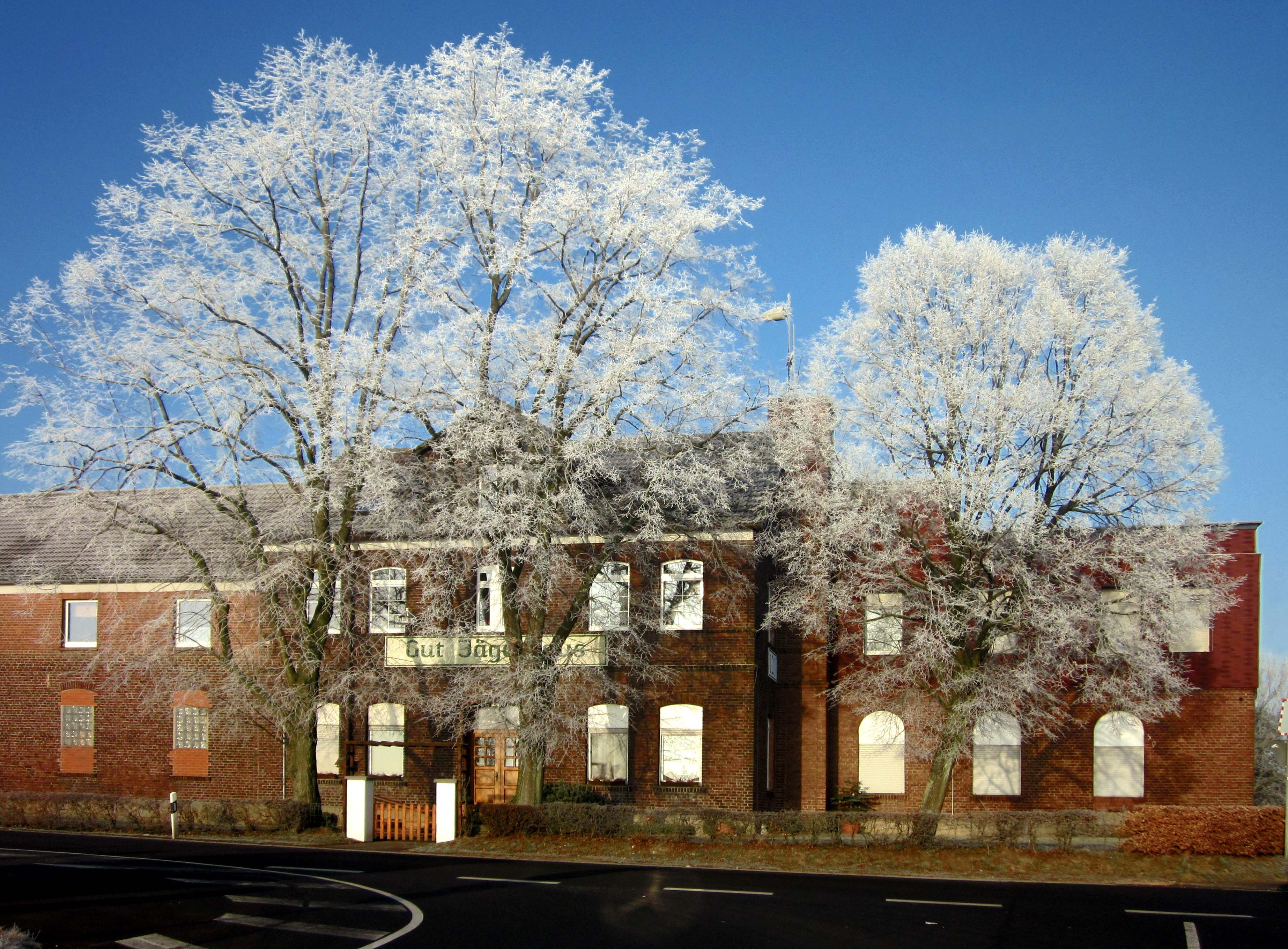
Gut Jägerhaus steht an der höchsten Stelle des Voßnacken und ist der Verkehrsmittelpunkt.

Die Haupterschließungsstraße ist die Landesstraße 427 (Nierenhofer Straße), welche dem Bergrücken als Höhenstraße folgt.
Seit 1975 führt entlang der L427 (Langenberger/Nierenhofer Straße) ein gut ausgebauter Radweg von Velbert kommend über den Vossnacken. Er endet jedoch an der Hofschaft Stiefges am Asbachtal ohne Anbindung. 
2018 wurde der Deilbachradweg zwischen Essen-Kupferdreh und Nierenhof freigegeben. Er führt durch die Museumslandschaft Deilbachtal und soll in Richtung Velbert-Langenberg fortgesetzt werden.
Seit 2003 verkehrt durch das Deilbachtal eine zweigleisige S-Bahn-Linie (S 9, Strecke Wuppertal–Essen), vormals die historische Prinz-Wilhelm-Eisenbahn. Die Stationen in Kupferdreh, Nierenhof und Langenberg befinden sich am Fuß des Voßnacken. Der Bahnhof Nierenhof liegt westlich des Deilbachs im Vossnacken und wurde daher ursprünglich nicht in Nierenhof/Westfalen, sondern im Rheinland angelegt.
Mit dem Fahrplanwechsel zum 15. Dezember 2019 wurde zusätzlich die Regionalbahnlinie 49 eingeführt, die jedoch nur in Langenberg hält. Sie verbindet unter dem Namen Wupper-Lippe-Express Wesel an der Lippe, Oberhausen und Essen mit Wuppertal an der Wupper.
Außerdem bestehen Buslinien in das Stadtzentrum von Velbert sowie in die Ortsteile Velbert-Langenberg und Velbert-Nierenhof.